# Club Sportivo Barracas
El Club Sportivo Barracas es un club de fútbol argentino fundado el 30 de octubre de 1913 en el barrio porteño de Barracas. Actualmente se desempeña en la Primera C, cuarta categoría del fútbol argentino para los clubes directamente afiliados a la AFA.
Su objetivo era la práctica del remo, pero también incursionó en el fútbol llegando a tener el estadio más grande de Argentina en la década de 1920. Tuvo la práctica de otros deportes como boxeo, bochas, etc. En fútbol completó, en la época del amateurismo, entre 1917 y 1934, 17 torneos de la Primera División de Argentina, mientras que junto a Racing Club, fue uno de los primeros clubes deportivos en inaugurar instalaciones de carácter social para sus miembros y sus comunidades.

## Historia

### Fundación

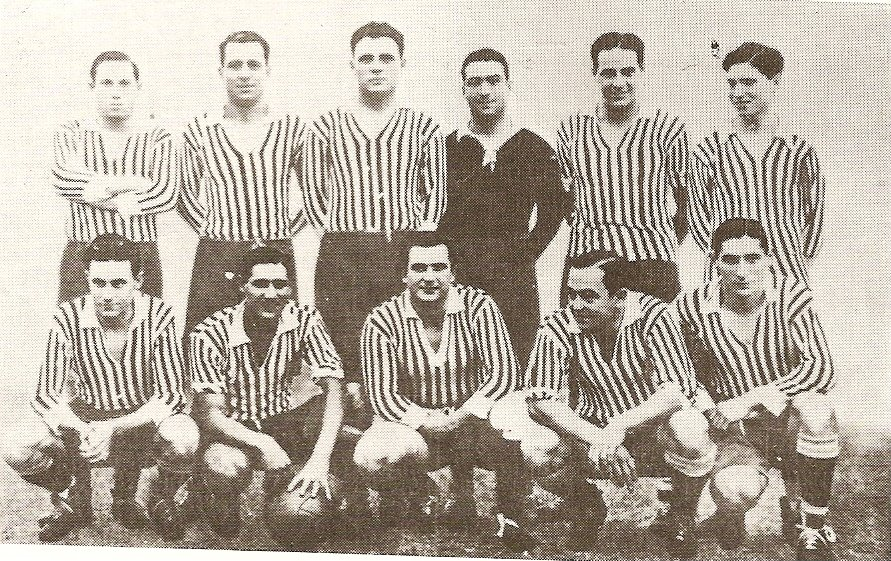
Equipo de 1932, campeón de la AAF de Primera División.

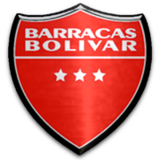
Escudo de Barracas Bolívar (2003-2012).

En una memorable asamblea, según relatan los testigos de aquel acontecimiento, realizada el 30 de octubre de 1913 en el Salón de la “Cavour”, nacía en el barrio porteño de Barracas el «Club Sportivo Barracas». Las reuniones previas de los vecinos del barrio, se llevaron adelante en el histórico Café de “Campos”, quienes, encabezados por Antonio Albelleyra, decidieron dar origen a esta entidad deportiva, social y cultural. Los testimonios señalan el gran entusiasmo que despertó la decisión de crear un nuevo Club en el barrio. Los jóvenes de la zona, se agruparon a su alrededor para darle el primer impulso con su aliento y apoyo.
La creación de una cancha de pelota paleta, inaugurada el 3 de octubre de 1914, fue una de las primeras decisiones importantes de la comisión directiva de la institución. Con la inauguración, el Sportivo Barracas comenzaba a adquirir relevancia entre los otros clubes de la ciudad.
El objetivo inicial del club era la práctica de remo, pero el fútbol se estaba convirtiendo en un deporte más que importante. El inicio de la práctica deportiva del fútbol fue la decisión que catapultó al Sportivo Barracas a las primeras planas de los medios gráficos y al ingreso efectivo a la historia grande del deporte nacional.
Fue uno de los clubes más importantes del fútbol argentino en la época amateur, con una gran masa societaria, y rivalizaba de en la zona sur de Buenos Aires con Boca y Racing. Rápidamente se entablaron gestiones tendientes a fusionarse con el «Club Riachuelo», que tenía un campo de juego en las calles Iriarte y Santa Elena y se desempeñaba, en 1913, en la división intermedia del fútbol argentino. Las reuniones fueron exitosas y los socios del antiguo Club se plegaron al flamante Sportivo Barracas.
A través del convenio, y con el nombre de la naciente entidad, se accedió a la afiliación a la Asociación Argentina de Football. Rápidamente llegarían los éxitos tras el ascenso, en 1916, al círculo privilegiado del fútbol local, luego de vencer por 2 a 0 a Sportivo Buenos Aires.

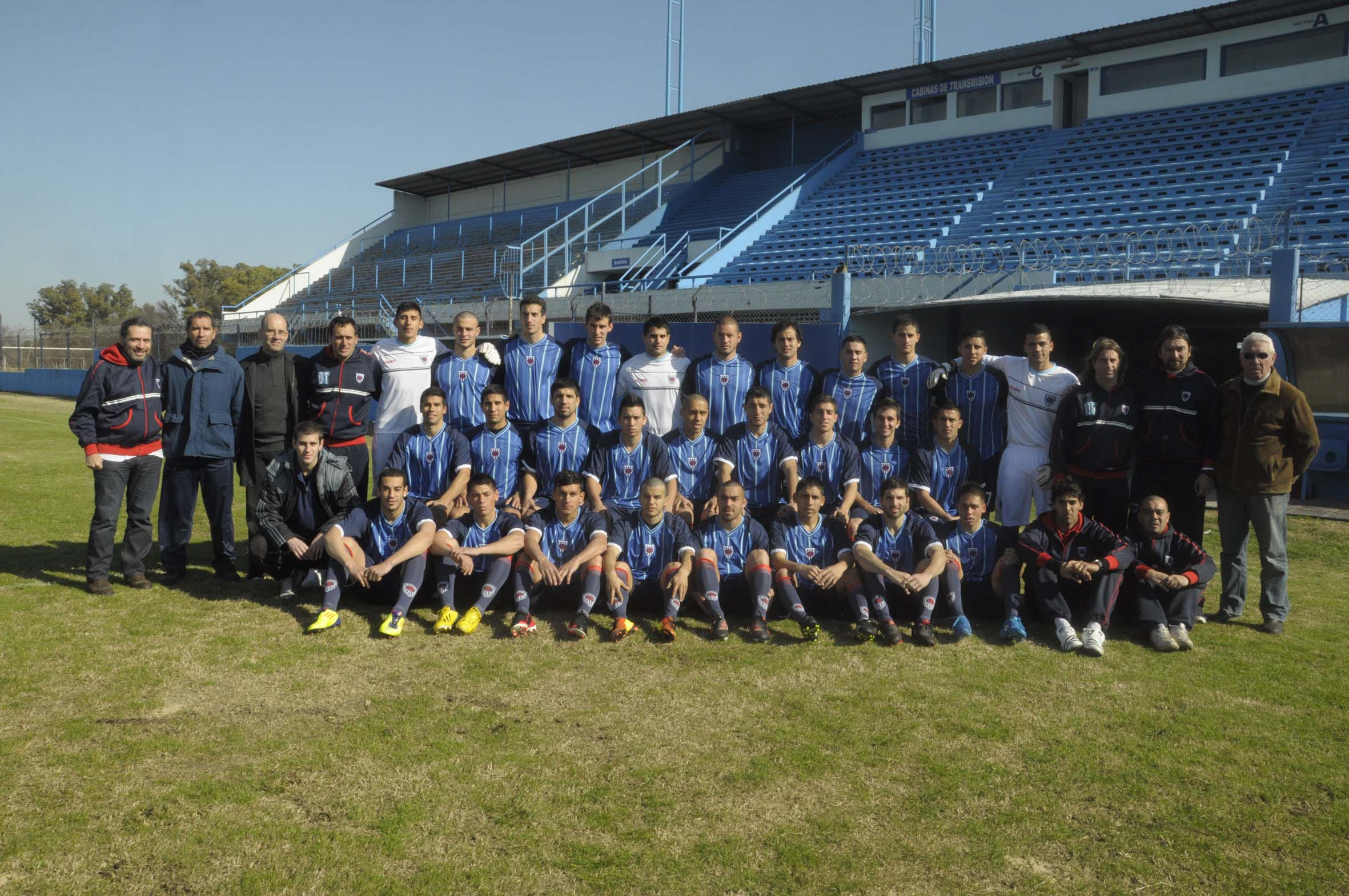
Equipo de Primera División - Temporada 2013/2014.

### Era amateur
El primer gran hito en la historia del Sportivo Barracas fue el partido jugado contra Boca Juniors para dilucidar quien se quedaba en posesión de la camiseta albiazul a rayas verticales, La Boca y Barracas barrios contiguos no podían poseer la misma camiseta. Fue derrota de los xeneixes que debieron ir hasta la Vuelta de Rocha para ver que colores elegían y es conocida por todos que por ser un barco de bandera sueca se optó por el azul y oro.
En 1916, tras consagrarse campeón de su división, ascendió al círculo de los equipos grandes como Boca Juniors, River Plate, Independiente, Racing y San Lorenzo de Almagro y el Club Atlético  Huracán. En aquel equipo brillaron Muttoni, Philippe y Rergalli; Cenara Aller, Gerónimo Cumo y Jordán Illan; Sevessi, Fiorito, Pedro Aller, Alberto Sisto y Tomas Inchausti, con su delegado Francisco Basurto.
En 1917 realizó una gira por Brasil en la que enfrentó a equipos como el Clube de Regatas do Flamengo , el Club de Regatas Vasco da Gama y un combinado de Brasil. Confirman el excelente trabajo realizado por autoridades, jugadores y cuerpo técnico, las campañas de 1917 y 1918, sobre 21 y 20 conjuntos, respectivamente, que participaron en los certámenes de la Asociación Argentina, logró clasificarse quinto en ambos torneos.
En la memoria de los habitantes del barrio de Barracas sobresale, como hitos históricos, la obtención de la Copa Competencia Jockey Club, en 1921, tras vencer en el partido final al Club Nueva Chicago por 2 a 1, y el Campeonato de 1932 de la Asociación Argentina de Football.
Grandes futbolistas defendieron los colores del Sportivo Barracas, los más recordados fueron los hermanos Felipe Cherro y Roberto Cherro, además de los hermanos Mario Evaristo y Juan Evaristo, Pedro Marassi, Carlos Peucelle y Alfredo Di Stefano, nacido en el barrio y reconocido mundialmente como “La Saeta Rubia".
Pero el más recordado es Mario Fortunato jugador y técnico campeón con Sportivo Barracas en el  Campeonato de 1932 de la Asociación Argentina de Football.
Con la llegada del profesionalismo al fútbol argentino, el Club Sportivo Barracas optó por continuar los campeonatos amateurs permaneciendo en la Asociación Argentina de Football. Luego de elegir participar de la liga amateur, el club perdió muchos socios. En diciembre de 1937 se desafilió temporalmente de la Asociación del Fútbol Argentino y regresó en 1967 a la categoría de Primera “D” del fútbol argentino.

### Gira Europea
Los equipos más destacados de la época solían realizar giras por el mundo, y el Club Sportivo Barracas no fue la excepción, emprendiendo su primera excursión internacional en el año 1929.
En la travesía por el Viejo Continente, enfrentó a los equipos más importantes de España, Italia y Portugal. Barcelona FC, Juventus, Milán, Roma, Lazio y la selección de Portugal, fueron los rivales de renombre. De 14 partidos, ganó 8, empató 1 y perdió 5, con 28 goles a favor y 21 en contra.
Fue el segundo cruce a puertos europeos por parte de un conjunto argentino, luego del viaje del Club Boca Juniors en 1925.
Nómina de partidos:
| Fecha         | Rival                 | Ciudad    | Resultado          |
| ------------- | --------------------- | --------- | ------------------ |
| 27 de enero   | Olímpicos Portugueses | Lisboa    | Triunfo por 3 a 2  |
| 2 de febrero  | Barcelona             | Barcelona | Derrota por 7 a 1  |
| 7 de febrero  | Barcelona             | Barcelona | Triunfo por 15 a 2 |
| 10 de febrero | Torino                | Turín     | Triunfo por 2 a 1  |
| 12 de febrero | Juventus              | Turín     | Triunfo por 4 a 1  |
| 17 de febrero | Génova                | Génova    | Empate 1 a 1       |
| 24 de febrero | Milán                 | Milán     | Triunfo por 4 a 1  |
| 28 de febrero | Combinado Toscano     | Florencia | Triunfo por 4 a 1  |
| 3 de marzo    | Roma                  | Roma      | Triunfo por 4 a 1  |
| 7 de marzo    | Napoli                | Nápoles   | Triunfo por 2 a 0  |
| 10 de marzo   | Lazio                 | Roma      | Triunfo por 2 a 0  |
| 19 de marzo   | Barcelona             | Barcelona | Triunfo por 2 a 0  |
| 24 de marzo   | Combinado Oporto      | Oporto    | Triunfo por 5 a 3  |
| 31 de marzo   | Selección de Portugal | Lisboa    | Triunfo por 10 a 0 |

Durante la gira se destacaron el back Felipe Cherro, el arquero Gerónimo Díaz, el goleador José Cruz y Segundo Luna, quien había conseguido, un año atrás, la medalla olímpica con la selección nacional. Las críticas de los medios de comunicación europeos y del mundillo del deporte, fueron excelentes, y los Arrabaleros dejaron una muy buena impresión tras la excursión por el Viejo Continente.
Hacia fines del mismo año, emprendió un nuevo viaje, en esta oportunidad, por América: visitando Chile, Brasil, México y Estados Unidos cosechando 12 triunfos, dos empates y seis derrotas.

### Desafiliación, regreso al profesionalismo y años recientes
En 1931 fue uno de los equipos que permaneció en la Asociación Amateurs Argentina de Football cuando se separó el fútbol entre esta asociación y el torneo profesional de la Liga Argentina de Football (que se terminaron unificando en 1934 y formaron la AFA). Luego de elegir participar de la liga amateur el club perdió muchos socios y comenzó una declinación general,  en una decisión dirigencial que repercutió de una manera contundente en el futuro del club.
En 1937 (en otra errada decisión por parte de sus dirigentes) se desafilió de la Asociación del Fútbol Argentino y regresó en 1967, pero no pudo recuperar el prestigio. Transitó sin demasiada suerte por la Primera D de la cual fue desafiliado en varias oportunidades al salir último, y en 1968 estuvo cerca de ascender a la Primera C cuando perdió 2-0 la final contra Midland.
En 2003 gerenció el fútbol profesional, lo que lo llevó al equipo mudarse a Bolívar, Buenos Aires (ciudad donde nació Enrique Sacco, presidente del Grupo Inversor S.A.), agregar en su nombre la denominación de esta ciudad y cambiar los colores de su camiseta (rojo con vivos azules o blancos), aunque las demás actividades continúan en la sede social en Barracas. En la temporada 2003/04, bajo el nombre «Barracas Bolívar», ascendió a la Primera C, abandonando la última división desde aquel 1967 cuando se volvió a afiliar a la AFA.
En 2007 se convirtió en el primer club en competir en dos campeonatos, al disputar el Torneo del Interior mientras disputaba la Primera C.
En noviembre de 2010, Sportivo Barracas dejó la ciudad de Bolívar para asentarte en el partido bonaerense de San Isidro, haciendo las veces de local en el estadio del Club Atlético Acassuso (en el caso de sus divisiones inferiores, en el Partido de San Fernando).
Sufre su quinta desafiliación al empatar con Cañuelas faltando una fecha para el final del campeonato 2011/2012 de la Primera D, quinta y última división para los equipos directamente afiliados a la AFA, correspondiéndole regresar a Primera D al terminar el torneo 2012/2013. Tras cumplirse el plazo, volvió a la competencia oficial AFA en la Primera División "D" en agosto de 2013.
En 2015 bajo la conducción de la dupla Damián Infante-Claudio Vidal, Sportivo Barracas redondeó una campaña de 17 triunfos,10 empates y 3 derrotas con 46 goles a favor y 25 en contra. Luego de su tercera derrota, ante Central Ballester (2-0) en la octava fecha el 4 de abril, no volvió a perder. Y dio la vuelta olímpica en la jornada final el 21 de octubre de 2015 al ganarle por 1 a 0 a Muñiz siendo campeón de la Primera D con una campaña de 61 puntos producto de 17 victorias, 10 empates y 3 derrotas, con una racha de 22 partidos invicto. Gracias a este campeonato, logra clasificarse directamente a los 32.os de la Copa Argentina 2015-16.
El 11 de mayo de 2016, debuta en la fase final de la Copa Argentina 2015-16 frente al Club Atlético Vélez Sarsfield, en el Estadio Antonio Romero (Formosa). A pesar del temprano gol de Mariano Pavone a los 5 minutos del primer tiempo para el club de Liniers, Sportivo Barracas le jugó de igual, siendo la figura del equipo arrabalero el arquero Walter Cáceres, que evitó varios goles del Fortín. El encuentro finalizó 1-0 a favor de Vélez que pasó de fase.
En el torneo de la Primera C 2016 al haber terminado la primera rueda entre los 4 primeros del campeonato, Sportivo Barracas clasificó a la Copa Argentina 2016-17. El club participa además en el Campeonato de Futsal AFA que en 2006 participó del Torneo Sudamericano de Clubes de Futsal.
En la Copa Argentina 2016-17 Sportivo Barracas enfrentó a Club Atlético Lanús, en el Estadio Antonio Romero (Formosa) con un resultado de 5-1 con un tanto de Emanuel de Porras convirtiéndose así en el primer jugador del club en convertir un gol en la Copa Argentina.
Con su victoria 4-1 contra el Club Social y Deportivo Muñiz se clasificó a la Copa Argentina 2019-20.
En la Copa Argentina 2019-20 el Arrabalero enfrentó al Gimnasia y Esgrima La Plata en el Estadio Centenario de Quilmes propiedad del Quilmes Atlético Club con un resultado de 2-0 en favor de los platenses. Este partido tenía la particularidad de que en el banco del equipo rival se encontraba Diego Armando Maradona.
Actualmente espera ser incluido en la Copa de Campeones junto a Sportivo Dock Sud, derecho adquirido por haber salido Campeón de Primera División en 1932 validada por F.I.F.A e incluido por A.F.A hace un tiempo y desoído cuando se proyectó este torneo (Campeonato que está proyectado pero aún no fue confirmado).

### Cambios de nombre
| Año  | Nombre                         |
| ---- | ------------------------------ |
| 1913 | Club Sportivo Barracas         |
| 2003 | Club Sportivo Barracas Bolívar |
| 2012 | Club Sportivo Barracas         |

## Estadio

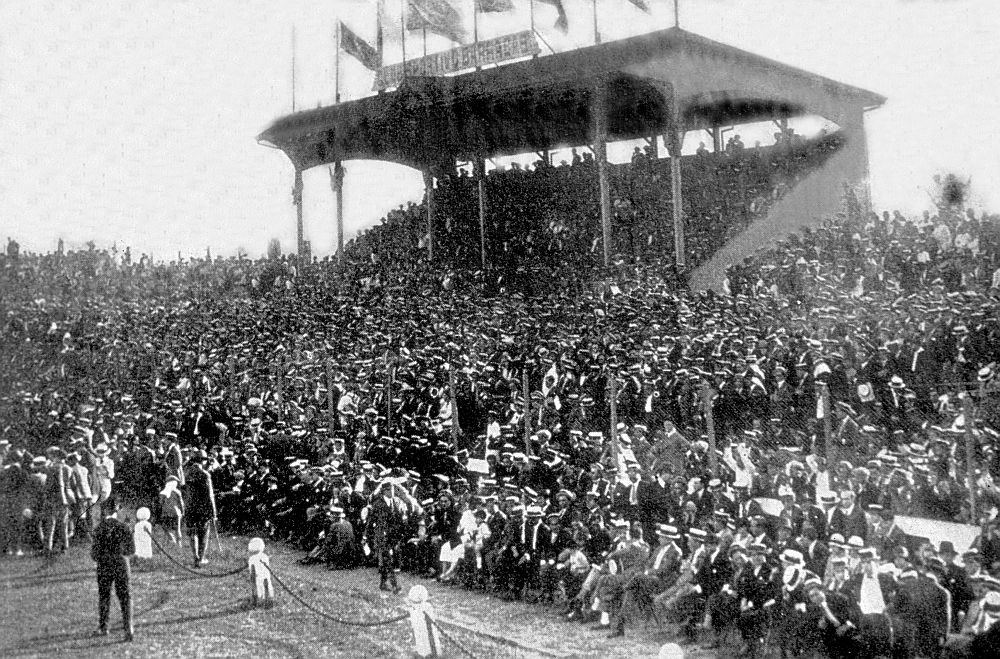
Estadio del Club Sportivo Barracas.

Su primera cancha fue la que le arrendó al Club Riachuelo, y estaba ubicado en las calles Iriarte y Santa Elena. Luego conseguiría un predio entre las calles Iriarte, Pedriel, Luzuriaga y Río Cuarto, a pocas cuadras del Riachuelo, y tenía una capacidad para treinta y siete mil personas.
El estadio fue oficialmente inaugurado el 11 de junio de 1920, a través de un torneo triangular en el que participaron además de Sportivo Barracas, los equipos Club Atlético Newell's Old Boys y Tiro Federal, ambos de la ciudad de Rosario, provincia de Santa Fe.
Previamente, el 25 de mayo de 1920, en el estadio se disputó la Copa Competencia del Río de la Plata entre el Club Atlético Boca Juniors y Club Nacional de Football de Montevideo. Ante más de 16.000 espectadores, el equipo argentino se impuso por 2 a 0.
Fue utilizado para los encuentros de la selección y fue escenario de todos los partidos del Campeonato Sudamericano 1921 y dos partidos de la Copa América de 1925, año en que Luis Ángel Firpo realizó en este estadio su primera pelea al aire libre.
En 1922 Newell's Old Boys le ganó a Nacional de Montevideo una copa que Conmebol la fichó en la revista Número 81. Conmebol 100 años de Newell's Old Boys. Noviembre 2003.
En 1942 perdió su colosal estadio.

### Sucesos importantes

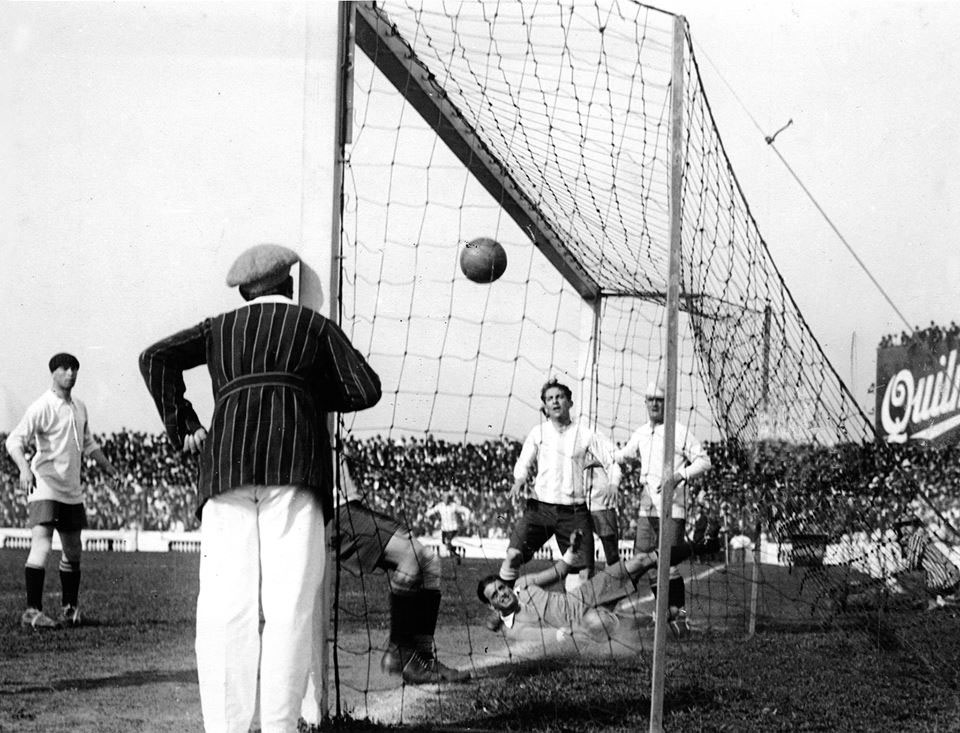
Primer Gol Olímpico de Cesáreo Onzari en el estadio del Club Sportivo Barracas

El 28 de septiembre de 1924, las selecciones de fútbol de Argentina y Uruguay, en esos momentos campeones olímpicos, no pudieron jugar un partido amistoso en el estadio del Club Sportivo Barracas, debido a que el público presente desbordó la capacidad de la cancha y, en consecuencia, el cotejo debió ser suspendido y reprogramado para cuatro días después. Fue así que, el 2 de octubre de 1924 se inauguró el alambrado olímpico del estadio arrabalero, llamado así desde entonces, en alusión a la condición de campeones olímpicos de la selección uruguaya.
En ese mismo partido, el argentino Cesáreo Onzari convirtió el primer gol válido desde un tiro de esquina, en un encuentro trascendente, ya que un congreso de la FIFA había modificado poco tiempo atrás la reglamentación dándole a este tiro la categoría de tiro libre directo. Al gol de tiro directo desde la esquina se lo bautizó desde entonces con el nombre de gol olímpico, así como al alambrado y a la vuelta que dieron los campeones uruguayos, previo al desarrollo del cotejo. El partido finalizó 2 a 1 en favor de la Selección Argentina.

### Aportes a la historia grande del deporte argentino
Juan Carlos Zabala, apodado el "Ñandú Criollo", ganador de la medalla de oro en los Juegos Olímpicos de Los Ángeles, en 1932, vistió los colores del Club Sportivo Barracas.
Aquel memorable día para el deporte nacional, Juan Carlos Zabala además conseguía un récord para la época al hacer los 42.195 metros en 2 horas, 31 minutos y 36 segundos (aún hoy sigue siendo el maratonista campeón más joven de la historia del olimpismo).

## Goleadores históricos
- Figueroa, Norberto Alejandro 117
- Amaya, Aníbal Alberto 48
- Almada Flores, Guillermo Sebastián 35

## Jugadores históricos
- Carlos Netto: jugó en River Plate y San Lorenzo
- Emanuel de Porras: jugó en Huracán
- Felix Orode: jugó en San Lorenzo
- Felipe Cherro: campeón con el club en 1932
- Roberto Cherro: campeón con el club en 1932
- Mario Evaristo: campeón con el club en 1932
- Juan Evaristo: campeón con el club en 1932
- Pedro Marassi: campeón con el club en 1932
- Carlos Peucelle: Jugador de las inferiores del club
- Alfredo Di Stefano: Jugador de las inferiores del club
- Mario Fortunato: campeón con el club en 1932

## Uniforme
|  | 1913-2003, 2013-presente | 2003-2011 | 2011-2012 |

### Indumentaria y Patrocinador
| Período        | Proveedor          |
| -------------- | ------------------ |
| 1980-1990      | Texport            |
| 1990-1994      | Uhlsport           |
| 1994-1996      | EZ                 |
| 1996-1998      | ED                 |
| 1998-2000      | Penalty            |
| 2000-2002      | Kalong             |
| 2002-2003      | Dana               |
| 2003-2006      | Penalty            |
| 2006-2008      | Kappa              |
| 2009-2010      | Pony               |
| 2010-2011      | Dana               |
| 2011           | Segundo Centenario |
| 2011-2012      | Kappa              |
| 2012-2013      | Marca Propia       |
| 2014           | Pampero            |
| 2015- presente | Marca Propia       |

| Período   | Patrocinador                           |
| --------- | -------------------------------------- |
| 1996-1997 | Papelera Celpa                         |
| 1997-1998 | Gracias San Vicente                    |
| 1998-2000 | Open Sports                            |
| 2000-2002 | Ninguno                                |
| 2002-2003 | Doc Aceros Especiales                  |
| 2003-2005 | Purina                                 |
| 2005-2006 | Penalty                                |
| 2006-2008 | Liberty Seguros                        |
| 2009-2010 | Aon                                    |
| 2010-2011 | La Coloniale/Camory Trade              |
| 2011-2012 | En Memoria de Néstor Kirchner          |
| 2013-2014 | Nissan                                 |
| 2015-2017 | Interacción ART                        |
| 2017-2018 | Mañana Seguros/ Lácteos Barraza/ Secco |
| 2018-2021 | Edificar Seguros                       |
| 2022      | Pharmacore                             |
| 2023      | Experta seguros                        |

## Clásico barraqueño
Su clásico rival es el Club Atlético Barracas Central, con el que juega el Clásico Barraqueño.

### Historial
- Último encuentro en 2010.

| Torneos            | Partidos jugados | Ganados por BC | Ganados por SB | Empatados | Goles por BC | Goles por SB |
| ------------------ | ---------------- | -------------- | -------------- | --------- | ------------ | ------------ |
| Primera División   | 9                | 0              | 6              | 3         | 6            | 20           |
| Copas nacionales   | 2                | 1              | 0              | 1         | 4            | 2            |
| Primera B          | 3                | 1              | 2              | 0         | 4            | 8            |
| Torneo Preparación | 1                | 1              | 0              | 0         | 2            | 1            |
| Primera C          | 8                | 5              | 0              | 3         | 13           | 6            |
| Primera D          | 15               | 6              | 6              | 3         | 27           | 19           |
| Total              | 38               | 14             | 14             | 10        | 56           | 56           |

### Partidos oficiales
Resultados registrados en todos los torneos oficiales de AFA.
| #  | Torneo                               | Ronda | Estadio                | Local             | Resultado | Visitante         | Goles (L)                                  | Goles (V)           |
| -- | ------------------------------------ | ----- | ---------------------- | ----------------- | --------- | ----------------- | ------------------------------------------ | ------------------- |
| 1  | Primera División 1927                | 17    | Ant. Sportivo Barracas | Sportivo Barracas | 3-2       | Barracas Central  | ?                                          | ?                   |
| 2  | Primera División 1928                | 6     | Barracas Central       | Barracas Central  | 0-0       | Sportivo Barracas |                                            |                     |
| 3  | Primera División 1929                | GI 7  | Barracas Central       | Barracas Central  | 1-3       | Sportivo Barracas | ?                                          | ?                   |
| 4  | Primera División 1930                | 26    | Ant. Sportivo Barracas | Sportivo Barracas | 5-1       | Barracas Central  | ?                                          | ?                   |
| 5  | Copa de Competencia Jockey Club 1931 | G3 3  | Ant. Sportsman         | Barracas Central  | 3-1       | Sportivo Barracas | ?                                          | ?                   |
| 6  | Primera División 1931                | 11    | Ant. Sportivo Barracas | Sportivo Barracas | 1-1       | Barracas Central  | ?                                          | ?                   |
| 7  | Primera División 1932                | 15    | Barracas Central       | Barracas Central  | 0-2       | Sportivo Barracas |                                            | Reta; Marassi       |
| 8  | Primera División 1932                | 32    | Sportivo Barracas      | Sportivo Barracas | 5-1       | Barracas Central  | P. Marassi (2); M. Fortunato (2); R. Sarco | P. Lamazou (p)      |
| 9  | Copa de Competencia Jockey Club 1933 | G3 4  | Barracas Central       | Barracas Central  | 1-1       | Sportivo Barracas | ?                                          | ?                   |
| 10 | Primera División 1933                | 17    | Ant. Sportivo Barracas | Sportivo Barracas | 0-0       | Barracas Central  |                                            |                     |
| 11 | Primera División 1934                | 15    | Ant. Sportivo Barracas | Sportivo Barracas | 1-0       | Barracas Central  | ?                                          |                     |
| 12 | Segunda División 1935                | 28    | Barracas Central       | Barracas Central  | 1-2       | Sportivo Barracas | ?                                          | ?                   |
| 13 | Segunda División 1936                | 30    | Ant. Sportivo Barracas | Sportivo Barracas | 5-1       | Barracas Central  | ?                                          | ?                   |
| 14 | Torneo Preparación 1937              | ZD 9  | Ant. Sportivo Barracas | Sportivo Barracas | 1-2       | Barracas Central  | ?                                          | ?                   |
| 15 | Segunda División 1937                | 3     | Barracas Central       | Barracas Central  | 2-1       | Sportivo Barracas | ?                                          | ?                   |
| 16 | Primera D 1971                       | ZS 3  | ?                      | Barracas Central  | 1-3       | Sportivo Barracas | ?                                          | ?                   |
| 17 | Primera D 1971                       | ZS 14 | ?                      | Sportivo Barracas | 2-0       | Barracas Central  | ?                                          | ?                   |
| 18 | Primera D 1972                       | ZS 11 | ?                      | Barracas Central  | 0-1       | Sportivo Barracas |                                            | ?                   |
| 19 | Primera D 1972                       | ZS 22 | ?                      | Sportivo Barracas | 2-3       | Barracas Central  | ?                                          | ?                   |
| 20 | Primera D 1973                       | ZS 5  | ?                      | Barracas Central  | 2-2       | Sportivo Barracas |                                            | ?                   |
| 21 | Primera D 1973                       | ZS 16 | ?                      | Sportivo Barracas | 2-1       | Barracas Central  | ?                                          | ?                   |
| 22 | Primera D 1974                       | ZS 10 | ?                      | Barracas Central  | 4-2       | Sportivo Barracas | ?                                          | ?                   |
| 23 | Primera D 1974                       | ZS 21 | ?                      | Sportivo Barracas | 2-1       | Barracas Central  | ?                                          | ?                   |
| 24 | Primera D 1974                       | TD 21 | ?                      | Barracas Central  | 5-0       | Sportivo Barracas | ?                                          |                     |
| 25 | Primera D 1981                       | ZB 15 | Barracas Barracas      | Barracas Central  | 3-0       | Sportivo Barracas | ?                                          |                     |
| 26 | Primera D 1981                       | ZB 30 | Barracas Central       | Sportivo Barracas | 0-3       | Barracas Central  |                                            | ?                   |
| 27 | Primera D 1986/87                    | ZB 7  | Barracas Barracas      | Barracas Central  | 2-0       | Sportivo Barracas | Marcelo Rodríguez; Augusto Castellitti     |                     |
| 28 | Primera D 1986/87                    | ZB 18 | Brown (Adrogué)        | Sportivo Barracas | 2-1       | Barracas Central  | Gómez (2, 1p)                              | Augusto Castellitti |
| 29 | Primera D 1988/89                    | 10    | Barracas Barracas      | Barracas Central  | 0-0       | Sportivo Barracas |                                            |                     |
| 30 | Primera D 1988/89                    | 29    | Ferrocarril Midland    | Sportivo Barracas | 1-1       | Barracas Central  | Juan Arredondo                             | Néstor Cáceres      |
| 31 | Primera C 2006/07                    | Ap. ? | ?                      | Barracas Central  | 3-1       | Sportivo Barracas | ?                                          | ?                   |
| 32 | Primera C 2006/07                    | Cl. ? | ?                      | Sportivo Barracas | 2-2       | Barracas Central  | ?                                          | ?                   |
| 33 | Primera C 2007/08                    | ?     | ?                      | Barracas Central  | 1-0       | Sportivo Barracas | ?                                          |                     |
| 34 | Primera C 2007/08                    | ?     | ?                      | Sportivo Barracas | 2-3       | Barracas Central  | ?                                          | ?                   |
| 35 | Primera C 2008/09                    | ?     | ?                      | Sportivo Barracas | 0-2       | Barracas Central  |                                            | ?                   |
| 36 | Primera C 2008/09                    | ?     | ?                      | Barracas Central  | 0-0       | Sportivo Barracas |                                            |                     |
| 37 | Primera C 2009/10                    | ?     | ?                      | Sportivo Barracas | 1-1       | Barracas Central  | ?                                          | ?                   |
| 38 | Primera C 2009/10                    | ?     | ?                      | Barracas Central  | 1-0       | Sportivo Barracas | ?                                          |                     |

## Futsal Masculino
La entidad barraqueña interviene en el futsal desde 1994 en el Campeonato de Futsal AFA hasta su descenso en 2008, desde 2009 hasta 2013 jugó en Primera División "B" de Argentina (Futsal), en 2014 jugó en la recientemente creada Primera C quedando desafiliado para volver en la recién creada Primera D en el año 2017 en el que compite desde entonces.
Tras una gran temporada en el 2005, el club clasificó a la Copa Libertadores de Futsal 2006 en la que compartió el grupo A con Jaraguá de Brasil, Peñarol de Uruguay, Colonial de Paraguay y Tabaquerias de Chile.

### Datos generales
- Temporadas en Campeonato de Futsal AFA: 15 (1994-2008)
- Temporadas en Primera División "B" de Argentina (Futsal): 5 (2009-2013)
- Temporadas en Primera C: 1 (2014)
- Temporadas en Primera D: 7 (2017-)

- Participaciones en Copa Libertadores de Futsal : 1 (2006) 4° lugar

## Futsal Femenino
El club participa del Campeonato de Futsal Femenino AFA desde el 2016 en la cual llegó a 8 finales, consiguiendo el título en la edición 2022 de la Copa Argentina.
En el club se destacaron muchas jugadoras como Florencia Pereiro, Ludmila Manicler, Bárbara Abot, Araceli Candela Cejas muchas de las cuales integran la Selección femenina de fútbol sala de Argentina.

### Datos generales
- Temporadas en Campeonato de Futsal Femenino AFA: 15 (2016-)

### Palmarés
- Copa Argentina de Futsal Femenino (1) 2022

## Fútbol Femenino
El club comenzó en la disciplina en 1996 participando del Campeonato de Fútbol Femenino de Primera División A (Argentina) hasta el año 2004 cuando dejó de competir hasta su vuelta en el año 2022 en el Campeonato de Fútbol Femenino de Primera División C.

### Datos generales
- Campeonato de Fútbol Femenino de Primera División A (Argentina) 12 (1996-2004)
- Campeonato de Fútbol Femenino de Primera División B (Argentina)  0
- Campeonato de Fútbol Femenino de Primera División C  2 (2022-)

## Senior
El club participa del Campeonato de Futsal Senior Futsala desde el 2022 en la cual en su primer año llegó a la final consiguiendo el título.

### Datos generales
- Temporadas en Campeonato de Futsala: 3 (2022-)

### Palmarés
- Campeonato de Futsal Senior (1) 2022

## Datos del club

### Trayectoria
Actualizado hasta la temporada 2024 inclusive.
Total de temporadas en AFA: 79.
 Aclaración: Las temporadas no siempre son equivalentes a los años. Se registran cuatro temporadas cortas: 1986, 2014, 2016 y 2020.

- Temporadas en Primera División: 18 (1917-1934)
- Temporadas en Segunda División: 7
  - en Intermedia/Extra: 4 (1913-1916)
  - en Primera B: 3 (1935-1937)
- Temporadas en Tercera División: 0
- Temporadas en Cuarta División: 31
  - en Primera D: 20 (1967-1986)
  - en Primera C: 11 (2004/05-2009/10, 2016-2018/19, 2024)
- Temporadas en Quinta División: 23
  - en Primera D: 23 (1986/87, 1988/89, 1990/91, 1992/93, 1994/95-2003/04 y 2010/11-2011/12, 2013/14-2015, 2019/20-2023)
- Temporadas desafiliado: 35 (1938-66, 1987/88, 1989/90, 1991/92, 1993/94, 2012/13)

### Total
- Temporadas en Primera División: 18

- Temporadas en Segunda División: 7

- Temporadas en Tercera División: 0

- Temporadas en Cuarta División:  31

- Temporadas en Quinta División:23

### Máximas goleadas
- En Primera B: 6-3 a Alsina (1937)
- En Primera C: 9-3 a General Lamadrid (2007) Diario Crónica

- En Primera D: 9-1 a Deportivo Paraguayo (1977)

### Peores derrotas
- En Primera B: 1-7 vs El Porvenir (1937)
- En Primera C: 1-6 vs Argentino (Rosario) (2006)
- En Primera D: 1-6 vs Claypole (2006)
- En Primera D: 1-10 vs Villa San Carlos (1989)
- En Primera C: 0-5 vs JJ Urquiza (2024)

## Palmarés

### Torneos nacionales (2)
| Competición nacional                  | Títulos        | Subtítulos        |
| ------------------------------------- | -------------- | ----------------- |
| Primera División (1/0)                | 1932.          |                   |
| Copa de Competencia Jockey Club (1/0) | 1921.          |                   |
|                                       |                |                   |
| Segunda División (1/0)                | 1916.          |                   |
| Cuarta División (0/3)                 |                | 1968, 1969, 1970. |
| Quinta División (2/0)                 | 2003/04, 2015. |                   |

### Otros campeonatos
Tercera División (2)
- Torneo de Segunda División (1): 1919.[nota 1][25]

- Copa de Competencia de Segunda División (1): 1916.[nota 2][25]

Cuarta División (3)
- Torneo de Segunda División (2): 1931, 1932.[nota 1][25]

- Copa de Competencia de Tercera División (1): 1913.[nota 2][25]

Quinta División (3)
- Torneo de Cuarta División (2): 1921, 1922.[nota 1][25]

- Copa de Competencia de Cuarta División (1): 1922.[nota 1][25]

Sexta División (4)
- Torneo de Quinta División (2): 1920, 1921.[nota 1][25]

- Torneo de Cuarta División (1): 1931.[nota 1][25]

- Copa de Competencia de Quinta División (1): 1918.[nota 1][25]